# Phragmataecia castaneae
Phragmataecia castaneae (tên tiếng Anh: Reed Leopard) là một loài bướm đêm thuộc họ Cossidae. Nó được tìm thấy ở châu Âu.
Sải cánh dài 27–50 mm, con cái lớn hơn con đực. Cánh có màu xám với các đốm sẫm màu mịn. Con cái có bụng rất dài, hơn đầu cánh ở phần đỉnh. Bướm bay từ tháng 5 đến tháng 7 tùy theo địa điểm.
Ấu trùng ăn Phragmites australis.

## Hình ảnh

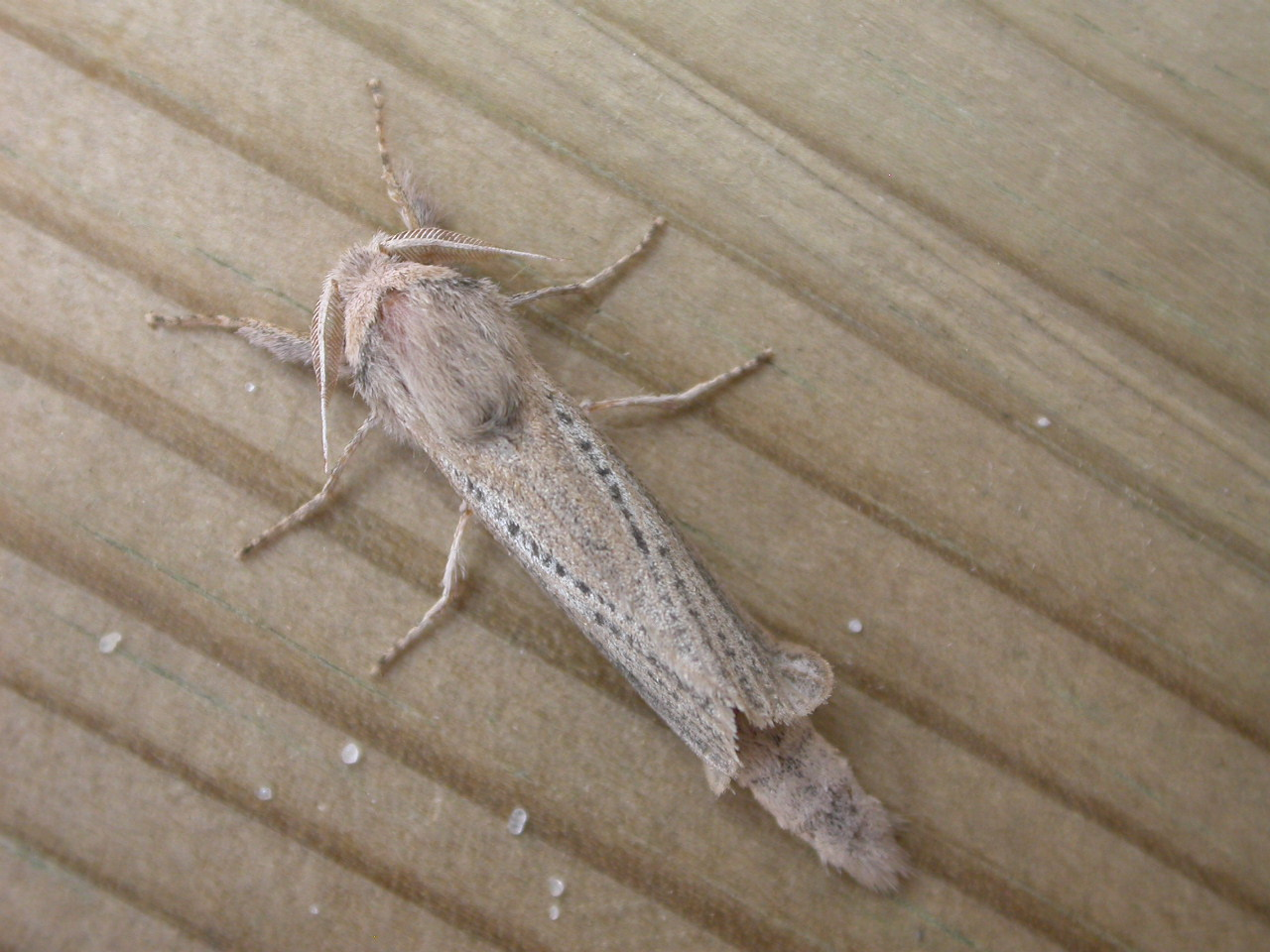
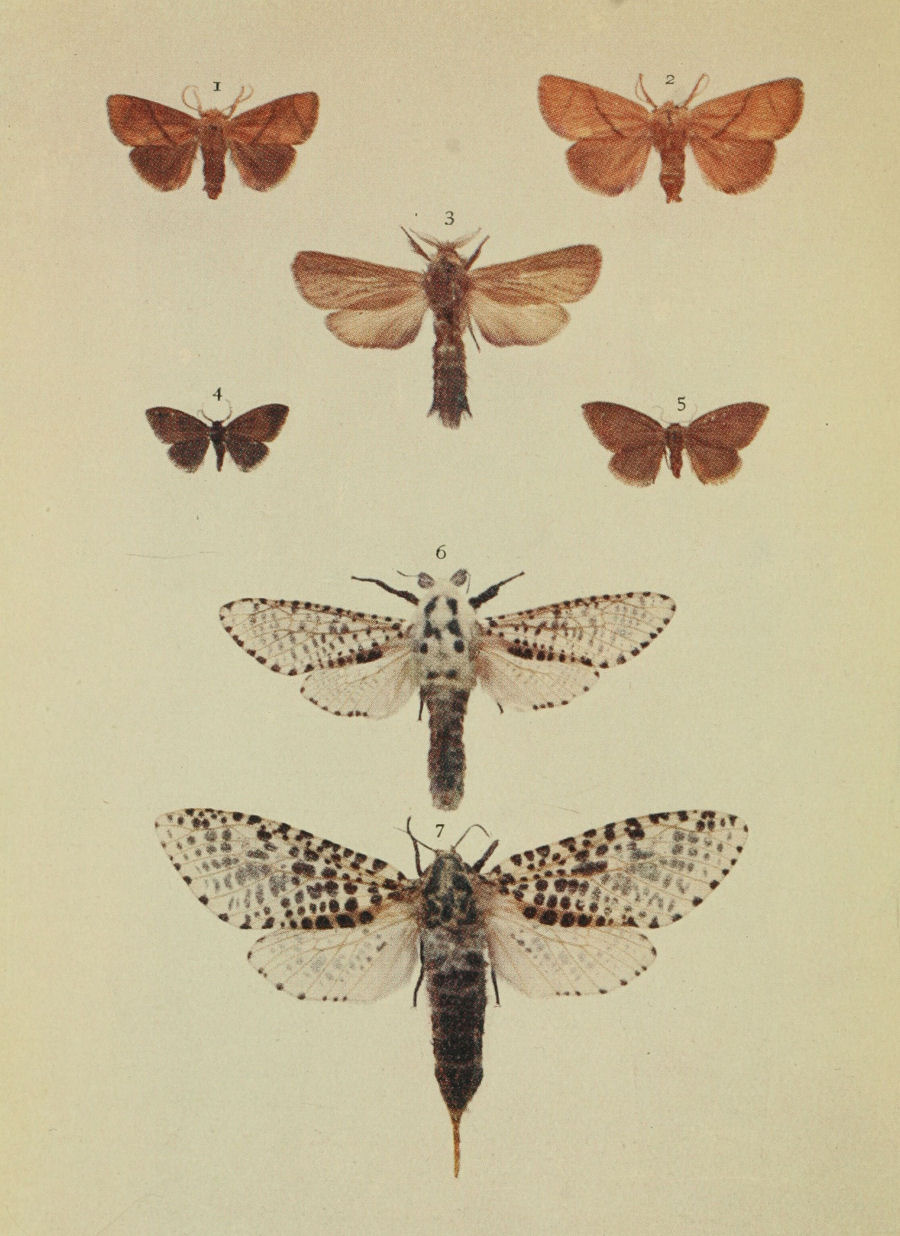
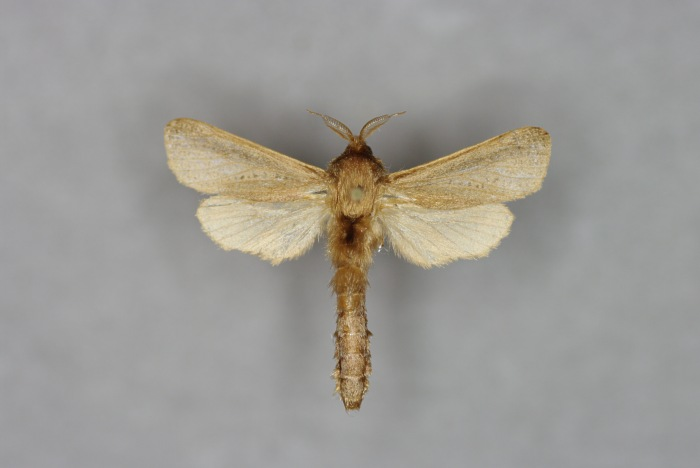
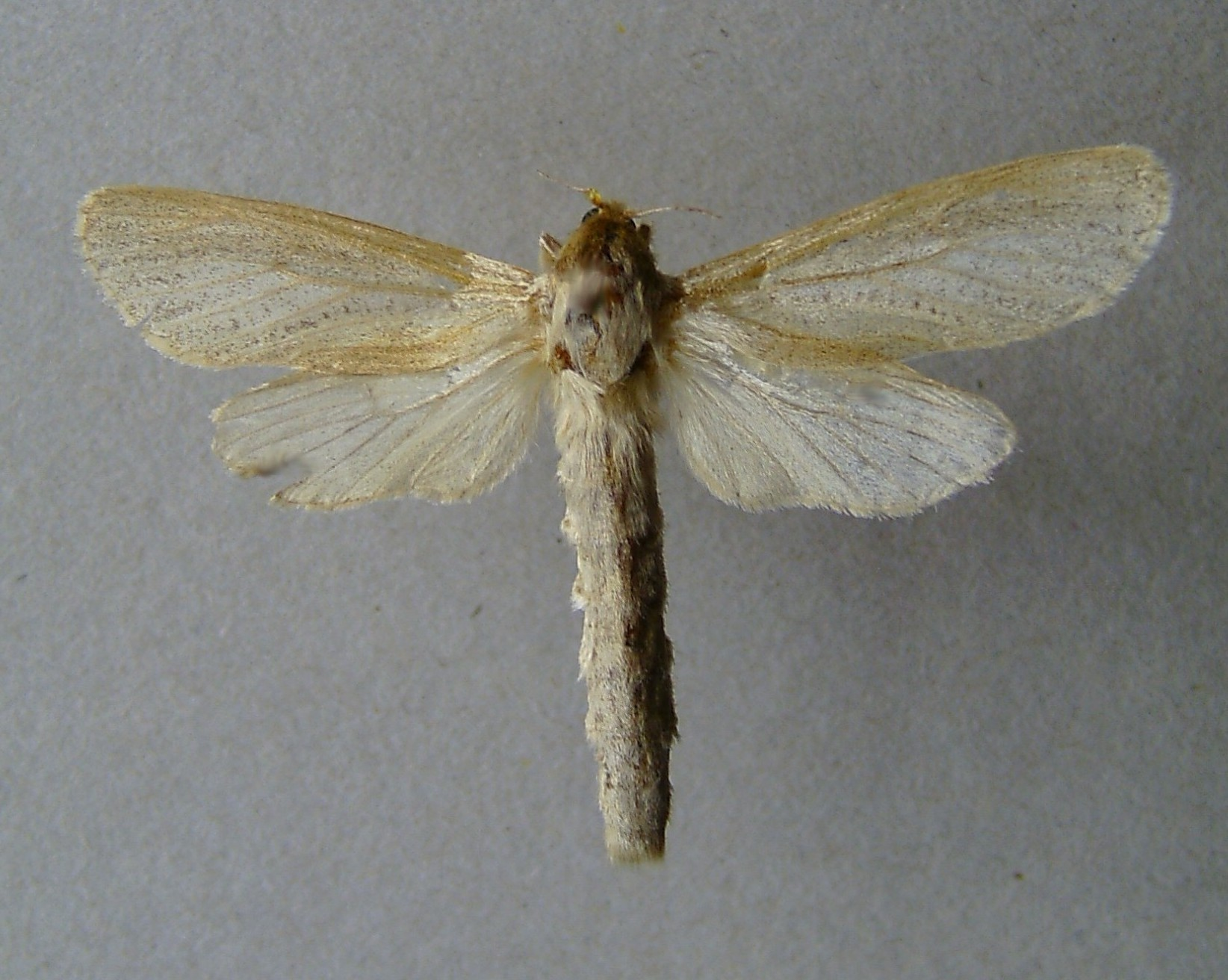